# Klaus Kröll
Klaus Kröll, född 24 april 1980 i Öblarn, är en österrikisk alpin skidåkare. Han debuterade i världscupen säsongen 1999/2000. Sin första seger i världscupen tog han i super-G 23 januari 2009 i Kitzbühel, Österrike. Kröll vann störtloppscupen säsongen 2011/2012 sju poäng före Beat Feuz.

## Världscupssegrar (6)
| Datum           | Plats     | Land      | Disciplin |
| --------------- | --------- | --------- | --------- |
| 23 januari 2009 | Kitzbühel | Österrike | Super-G   |
| 7 mars 2009     | Kvitfjell | Norge     | Störtlopp |
| 15 januari 2011 | Wengen    | Schweiz   | Störtlopp |
| 3 februari 2012 | Chamonix  | Frankrike | Störtlopp |
| 2 mars 2012     | Kvitfjell | Norge     | Super-G   |
| 3 mars 2012     | Kvitfjell | Norge     | Störtlopp |